# 조나스 브라더스: 리빙 더 드림
《조나스 브라더스: 리빙 더 드림》(Jonas Brothers: Living the Dream)은 2008년 5월 16일 처음 방송된 조나스 브라더스의 리얼리티 텔레비전 프로그램이다. 콘서트 투어 중 멤버들의 생활들을 보여주고 있다.